# Энгельман, Вильгельм
Вильгельм Энгельман (нем. Wilhelm Engelmann; 1808—1878) — немецкий издатель и книготорговец.

## Биография
Родился 1 августа 1808 года, в семье продавца книг в Лемго.
Учился в школе Святого Фомы и планировал академическую карьеру. Однако из-за ранней смерти отца он был вынужден продолжить отцовское дело. Учился у книготорговца Теодора Энслина; затем работал у Иоганна Георга Хейзе в Бремене, в том числе и в типографии. Затем работал на Карла Герольда в Вене и у Варрентраппа во Франкфурте-на-Майне.
В 1833 году он вернулся в Лейпциг и начал развивать дело отца. Знакомства в научных кругах позволили ему издавать капитальные труды по истории, железнодорожной технике, естественным наукам, предпринять издание научных журналов. Заслугой Энгельмана стало составление сводок по научной литературе, отличающихся образцовой точностью и полнотой. Публикации сочинений Гервинуса, Геора Вебера, Гейзингера фон Вальдегга и Альберта Кёлликера сформировали основные направления его издательской деятельности — в области медицины, истории и филологии; по изданиям, относящимся к биологическим наукам, фирма Энгельмана считалась одной из основных в мире. Важной серией была Bibliotheca scriptorum classicorum, ставшая продолжением Bibliotheca graeca, Bibliotheca latina и Bibliotheca latina mediae et infimae aetatis Иоганна Альберта Фабрициуса в области классической филологии.
Энгельманн получил звание почётного доктора Йенского университета.
Умер 23 декабря 1878 года в Лейпциге. После смерти отца управление фирмой перешло к его вдове Кристиане-Терезе Энгельман, урожденной Хассе (1820—1907) и старшему сыну Рудольфу (1841—1888), бывшему по профессии астрономом. Другой его сын, Теодор Вильгельм (1843—1909) был известным естествоиспытателем.